# Camil Soula
Camil Soula (Foix, Arieja 1888-1963) fou un metge i fisiòleg occità. Es doctorà en medicina a la universitat de Tolosa de Llenguadoc, de la qual fou catedràtic de farmacologia i fisiologia. Més tard ocupà la càtedra de fisiologia del treball a la universitat de París. Publicà diversos treballs sobre fisiologia de la melsa, el paper de la colesterina, el metabolisme intermediari dels glúcids i l'equilibri neurovegetatiu, i participà en la redacció de grans tractats enciclopèdics de biologia general i de fisiologia.
Es relacionà estretament amb metges catalans, de manera que col·laborà a La Medicina Catalana i en les Monografies Mèdiques i va prendre part en els congressos de metges de llengua catalana. Endemés, amb el seu amic Ismael Girard va fundar revista Òc, des d'on impulsà les relacions entre intel·lectuals catalans i occitans. Després de la guerra civil espanyola protegí els catalans exiliats a França. El 1947 fou nomenat membre corresponent de l'Institut d'Estudis Catalans.